# 十二號山

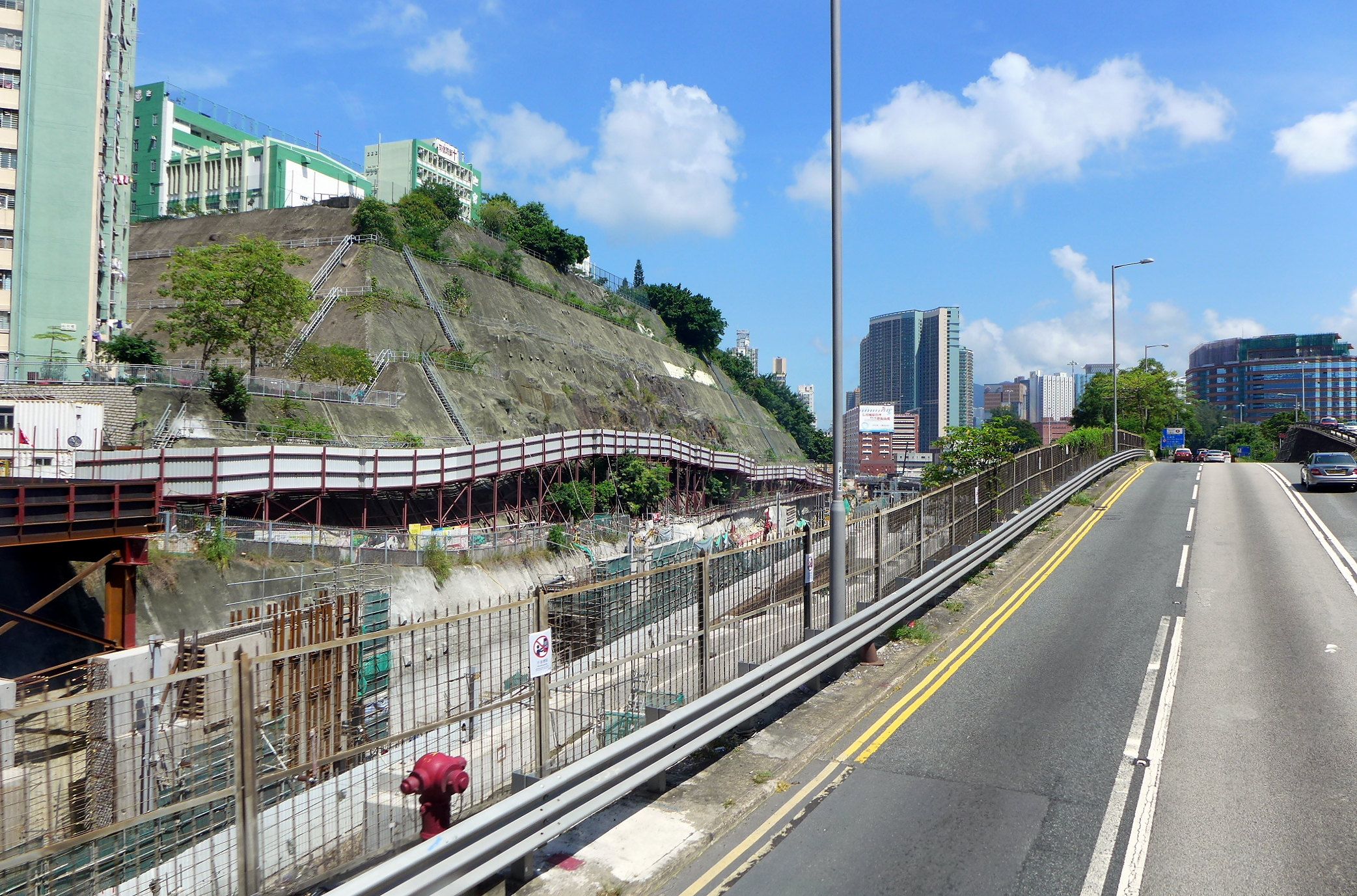
十二號山

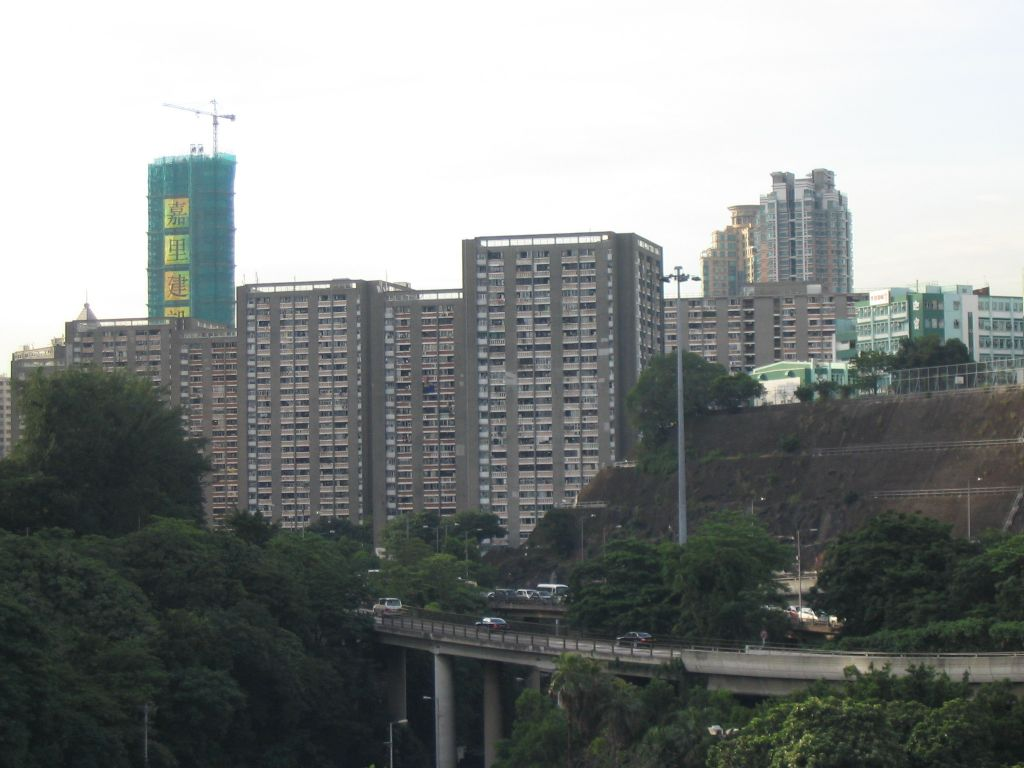
十二號山上有愛民邨及迦密中學，右方為山體僅餘較明顯的部分

十二號山，中文正名紅磡山（英語：Hung Hom Hill），是香港九龍的一個山丘，高約84米（山頂位置約於忠義街花園西南方）。位於京士柏及老龍坑之間，紅磡以西北，何文田以東南一帶，即佛光街、忠孝街及京士柏上配水庫遊樂場的地帶。附近有愛民邨及何文田體育館。
隨着十二號山一帶發展出以愛民邨為首的現代化住宅區，香港政府現已不再使用「十二號山」之名作為該地地名，而是將該地視為為何文田的一部分。位於當地的社區設施，如東何文田配水庫遊樂場及京士柏上配水庫遊樂場等都使用「何文田」而非「十二號山」作爲其地址。

## 歷史
1932年及1947年，曾追隨美國畫家W.M.蔡斯（Willian M. Chase）及J.S.沙金（John S. Sargent）學習油畫的李鐵夫，就先後寄居於土瓜灣及紅磡。他在19世紀40年代曾繪有一幅畫，題為《紅磡山》，那是60年前紅磡山的情景。
1967年版的「新九龍全圖」，亦有顯示出老龍坑山，紅磡山及鶴園山。

## 名稱來源
「十二號山」之名的來源現已難以稽考，但由於此名在二戰前的地圖已有述及，故此名有可能為在港英國人於19世紀末到20世紀初期間所創造；而由於「十二號山」的名稱本身是一個編號（即英文原文的“No. 12”），而非單純以「十二」（英文爲“Twelve”）為名，且其寫法為簡寫“No.”而非全寫“Number”，這種名稱更像是一系列編號的其中一個，而非單獨的名字，即九龍一帶早年可能曾有其他山被命名爲“No. 1”到“No. 11”、甚至有比“No. 12 Hill”更大編號的山。
由於早年的香港華人有使用「紅磡山」稱呼該山的習慣，故可推斷「紅磡山」應為該山的本土名稱。

## 私人／居屋屋苑
- 御龍居
- 欣圖軒
- 俊民苑
- 雅利德樺臺
- 君逸山

## 公共屋邨
- 愛民邨

## 大學
- 香港都會大學

## 中學
- 迦密中學
- 聖公會蔡功譜中學
- 聖公會聖三一堂中學

## 小學
- 天主教領島學校

## 社區設施
- 路德會包美達社區中心
- 何文田政府合署
- 紅磡警署
- 土木工程拓展署大樓
- 醫療輔助隊總部
- 香港房屋委員會總部
- 香港足球總會會所

## 康樂設施
- 佛光街體育館
- 何文田休憩中心
- 東何文田配水庫遊樂場
- 京士柏上配水庫遊樂場
- 迦密村街花園
- 何文田游泳池
- 何文田體育館
- 何文田公園
- 忠義街花園

## 區議會
根據九龍城區選區分界圖，十二號山橫跨兩個選區：愛民及愛俊
| 選區 | 屬於何文田的範圍             |
| 愛民 | 所有，仁風街以東南的地段除外 |
| 愛俊 | 所有                         |